# ヘルシンゲル
座標: 北緯56度02分 東経12度37分 / 北緯56.033度 東経12.617度

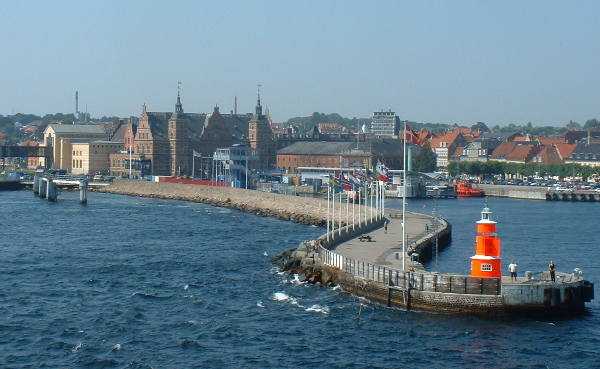
ヘルシンゲル港

ヘルシンゲル（Helsingør [hɛlseŋˈøɐ̯ˀ]）は、デンマークの都市。シェラン島北東部に位置する。ヘルシンオアと表記することもある。英語では、ウィリアム・シェイクスピアの悲劇『ハムレット』の舞台エルシノア（Elsinore [ˈɛlsɨnɔr]）の名前で知られる。人口47,257人（2022年1月1日現在）。
ヘルシンゲルのHalsは首を意味し、この場合『狭い海峡』（ヘルシンゲルとスウェーデンのヘルシンボリの間にあるエーレスンド海峡のこと）となる。
クロンボー城は最大の観光名所である。『ハムレット』は城中庭で幾度も上演されている。
スウェーデンの都市ヘルシングボリはエーレスンド海峡を挟んだ反対側にある。ヨーロピアン・ルートE55は2つの都市をつないでいる。フェリーも往復しており、休日には酒税の安いデンマークへ買出しにスウェーデン人が多く来ることで知られる。

## 歴史
歴史書“Rerum Danicarum Historica”（1631年）によると、ヘルシンゲルの歴史は紀元前70年頃にさかのぼれるとあるが、この記録は疑わしい。ヘルシンゲルの名が人々に記されたのは、1231年にヴァルデマー2世の本に登場したのが初めてである（スウェーデンのヘルシングランド地方と混同していた節がある）。これら2つの地名は、ヘルシンゲルがヘルシンボリの砦であり、ヘルシンゲルにおいて陸を防御し海峡を行き来する船の航路を管理していたものと思われる。
中世以前、ヘルシンゲルは人々が品物を売りに来る市場の場所であった。1200年頃、最初の教会スクト・オライ教会が建った。かつては教会を取り巻いた数軒の修道院があったが、今は教会の建物が残っている全てであり、現在はヘルシンゲル司教座の聖堂となっている。
ヘルシンゲルは今日1420年代にエーリク7世によって創立された。彼は1429年に陸路・水路など交通で道路を使用するたびに税金を徴収すると定めた。彼はクローエン城を建て、城は1590年代に増築されクロンボー城と名を変えた。ヘルシンゲル聖堂の最も古い部分は1200年代まで遡ることができ、かつてのヘルシンゲルの重要性や漁民の村を私たちに教えてくれる。

## 移民政策
ヘルシンゲルは多くの外国生まれの移民が暮らす。最も大きなグループは、トルコ移民、アラブ移民、ロマである。彼らは市中心部から3キロほど離れた場所に住んでいる。

## フィクションに登場するヘルシンゲル
- ハムレット
- 『オーブリー&マチュリンシリーズ』 - パトリック・オブライアン作
- 『7つのゴシック物語』 - カレン・ブリクセン作

## 出身人物
- ウィリー・ファルク・ハンセン - 自転車競技選手
- ルードヴィヒ・ローレンツ - 物理学者、数学者